# Вилочное движение
Ви́лочное движе́ние — способ организации движения рельсового пассажирского маршрутного транспорта (метрополитена, трамвая, городского поезда), при котором линия имеет разветвление и часть поездов направляется по одному ответвлению, а часть — по другому.
От маршрутной системы (используемой в большинстве крупных трамвайных систем и в некоторых метрополитенах) отличается тем, что «пучки» маршрутов собираются (как правило, в центральной части города) в более или менее независимые друг от друга линии. Некоторые сети (например, лондонский метрополитен) трудно однозначно отнести по характеру к маршрутным или линейно-вилочным.

## Примеры
Вилочное движение не характерно для метрополитенов в пределах бывшего СССР.
В Московском метрополитене в настоящее время используется на Филёвской линии: часть поездов следует до «Кунцевской», а часть — до  Москва-Сити.
В 2021 году на Большой кольцевой линии было вновь организовано вилочное движение по 21 июня, с 22 июня 2024 года по 2026 год закрыто для интеграции с Рублёво-Архангельской линией. Одна часть поездов следовала до «Каховской», другая — до «Делового центра».
В отдалённой перспективе предполагается вилочное движение на Сокольнической линии впервые с 1938 года после его ликвидации — продление к станции «Щёлковская» Арбатско-Покровской линии.
С декабря 1984 года по ноябрь 1995 года Каховская линия была ответвлением Замоскворецкой, но затем была выделена в отдельную линию. В силу определённых принципов в организации движения эта вилка существовала до 2019 года: некоторые поезда с пассажирами (при движении на юг) отправлялись с Замоскворецкой линии на станцию «Варшавская» (заход в депо «Замоскворецкое»), а выходящие из депо следовали от «Варшавской» до «Ховрино».
С момента открытия 15 мая 1935 года и до 13 марта 1938 года, нынешний участок Филёвской линии «Александровский сад» — «Смоленская» (с 1937 года — «Киевская») был ответвлением Сокольнической линии от станции «Охотный Ряд».
В Петербургском метрополитене в отдалённой перспективе (не ранее 2045 года) планируется организация вилочного движения с обеих сторон Кировско-Выборгской линии: от станции «Политехническая» до станции «Бугры» с промежуточными станциями «Сосновка» и «Проспект Культуры», и от станции «Проспект Ветеранов» до станции «Пулково» с промежуточными станциями «Ульянка» и «Авиагородок».
В Нижегородском метрополитене применялось вилочное движение с 2012 по 2018 год — после запуска станции «Горьковская» и до открытия станции «Стрелка» Сормовско-Мещерской линии. От станции «Парк культуры» поезда шли до станции «Московская», после этого каждый третий поезд следовал до станции «Буревестник» Сормовско-Мещерской линии, а два из трёх — до станции «Горьковская» Автозаводской линии.
В Бакинском метрополитене на основной линии применяется вилочное движение: Красная линия раздваивается после станции «28 Мая». Один поезд следует до станции «Дарнагюль», а другой — до «Ичери Шехер».
В Ереванском метрополитене поезд со станции «Чарбах» прибывает на правый путь станции «Шенгавит» (путь из центра) в перерыве между поездами на основной линии, меняет направление движения и отправляется обратно на «Чарбах».
За пределами бывшего СССР вилочное движение довольно часто встречается в метрополитенах. Например, оно применяется:
- на всех трёх линиях стокгольмского метро,
- на восточной стороне единственной линии хельсинкского метро,
- на 9-й и 10-й линиях Барселонского метрополитена,
- на южной стороне 7-й и на северной стороне 13-й линии парижского метро.
- на 1-й линии брюссельского метро,
- на большинстве линий лондонского метро (причём в сложном сочетании с маршрутным движением),
- в Нью-Йоркском метро вилочное движение имеется на маршрутах А и E в Куинсе, 2 в Бруклине, N (три последних в пиковые часы) и R (только один поезд утром) в Манхэттене, 5 в Бронксе в часы пик,
- на Зелёной линии чикагского метро (причём в сочетании с маршрутным движением),
- на Зелёной и Красной линиях бостонского метро,
- на всех линиях вашингтонского метро, кроме Красной,
- в метро Бразилиа (где две линии, Зелёная и Жёлтая, фактически образуют одну линию с вилкой на юго-западной стороне),
- в шанхайском метро (третья линия имеет общий участок с четвёртой, кольцевой),
- на 6-й линии чунцинского метро,
- на ряде линий токийского метро,

и во многих других метрополитенах.

## Достоинства
Организация вилочного движения позволяет сократить число пересадок, уменьшить время, затрачиваемое пассажиром, удешевить строительство за счёт отказа от строительства дополнительных пересадочных станций.

## Недостатки
Основным недостатком вилочного движения следует считать затруднительность его применения при высокой нагрузке на линию, когда требуемая совокупная парность на обоих разветвлениях линии больше, чем возможно на общем участке. Это в итоге приводит к увеличенному времени ожидания поезда в нужном направлении. Именно это обстоятельство заставило проектировщиков исключить планируемое ответвление в Серебряный бор на Таганско-Краснопресненской линии от станции «Полежаевская».
Другим недостатком является необходимость учитывать движение для двух направлений, что сильно затрудняет диспетчерскую деятельность, особенно при сбое графика.